# Вікіпедія мовою науатль
Вікіпедія мовою науатль (науатль Huiquipedia nāhuatlahtōlcopa) — розділ Вікіпедії мовою науатль. Створена у 2003 році. Вікіпедія мовою науатль станом на 19 серпня 2025 року містить 4286 статей, 23 747 зареєстрованих користувачів, 18 активних дописувачів, 2 адміністраторів
. Загальна кількість сторінок у Вікіпедії мовою науатль — 13 400, редагувань — 522 406, завантажених файлів — 168
. Глибина (рівень розвитку мовного розділу) Вікіпедії мовою науатль велика і становить 176.3 пунктів
. 

## Історія
- Січень 2005 — створена 100-та стаття[3].
- Лютий 2007 — створена 1 000-на стаття[3].
- Грудень 2014 — створена 10 000-на стаття[3].